# Диснейленд Париж
Disneyland P (читается Диснейлэ́нд; до 1994 года Евро-Диснейленд; до 2009 года Disneyland Resort) — комплекс парков развлечений компании «Уолт Дисней» в городе Марн-ля-Вале в 32 км восточнее Парижа. Площадь парка составляет более 2100 гектаров. В среднем за год парижский Диснейленд посещают 12,5 млн человек.
Открытие парка состоялось 12 апреля 1992 года. На территории Диснейленда находятся два тематических парка Disneyland Park (с 1992) и Walt Disney Studios Park (с 2002 года), увеселительный парк Disney Village, поле для гольфа Golf Disneyland, а также отели и деловые и жилые кварталы.

## Право собственности
6 октября 2014 года газета Financial Times сообщила, что компания Walt Disney объявила о плане спасения своей дочерней компании Disneyland Paris на сумму € 1 млрд ($1,25 млрд). Знаменитый парк развлечений обременен своим долгом, который оценивается примерно в 1,75 миллиарда евро (2,20 миллиарда долларов) и примерно в 15 раз превышает свой валовой средний доход.
До июня 2017 года компания Walt Disney владела лишь миноритарным пакетом акций курорта, когда ею были выкуплены оставшиеся акции. В 2017 году Walt Disney Company предложила неофициальное поглощение Euro Disney S. C. A., купив 9 % компании у Kingdom Holding и сделав открытое предложение по 2 евро за акцию для других оставшихся акций. Это привело к тому, что общая доля владения Walt Disney Company достигла 85,7 %. Компания Walt Disney company также вложит дополнительные 1,5 миллиарда евро в укрепление компании.

## История

### Поиск подходящей локации для европейского курорта
После успеха «Диснейленда» в Калифорнии и «Мира Уолта Диснея» во Флориде в 1972 году, у создателей появились планы строительства аналогичного тематического парка в Европе. В 1983 году в Японии с мгновенным успехом открылся Токийский Диснейленд под руководством Э. Кардона Уокера, он стал катализатором международной экспансии. В конце 1984 года руководители отдела тематических парков Диснея, Дик Нунис и Джим Кора, представили список примерно из 1200 возможных европейских локаций для нового парка. В список вошли такие страны, как Великобритания, Франция, Италия и Испания. Однако, позже Великобритания и Италия были исключены из этого списка по причине нехватки свободной площади. К марту 1985 года число возможных локаций размещения парка сократилось до четырёх: две во Франции и две в Испании. Обе страны были заинтересованы в таком сотрудничестве, так как видели потенциальные экономические преимущества тематического парка Диснейленд, они стали соперниками и начали предлагать создателям наиболее выгодные финансовые сделки.
Две подходящие площади в Испании были расположены недалеко от Средиземного моря и предлагали субтропический климат, подобный паркам Диснейленд в Калифорнии и во Флориде. Дисней попросил предоставить средние температуры воздуха за каждый месяц в течение предыдущих 40 лет, что оказалось невозможным, поскольку ни одна из записей не была зарегистрирована на бумаге. Свободная площадь в Пего была спорной, поскольку для размещения курорта на ней, нужно было разрушить болото «Мархаль-де-пего-Олива», место естественной красоты и одного из последних домов почти вымершей рыбы, Валенсии Испанской, поэтому среди защитников окружающей среды возник некоторый протест. Компания Дисней также проявила интерес к участку недалеко от города Тулон на юге Франции, недалеко от Марселя. Приятный ландшафт этого региона, а также его климат идеально подходили для нового парка Диснейленд. Однако, под этим участком была обнаружена неглубокая скальная порода, которая значительно затруднила бы предстоящее строительство. В результате, был выбран участок в сельском городке Марн-ла-Валле по причине его близости к Парижу и центрального расположения в Западной Европе. Это означало, что для 68 миллионов человек требовалось всего 4 часа езды, чтобы добраться до него, и не более двух часов полета для ещё 300 миллионов.
18 декабря 1985 года Майкл Эйснер, прежний генеральный директор Disney, подписал первое соглашение с французским правительством о строительстве участка площадью 20 квадратных километров (4940 акров), а первые финансовые контракты были заключены весной следующего года. 24 марта 1987 года был подписан окончательный контракт руководителями Walt Disney Company, французским правительством и территориальными коллективами. Строительство началось в августе 1988 года, а в декабре 1990 года был открыт информационный центр под названием «Espace Euro Disney», чтобы показать общественности результат работ. Планы по созданию тематического парка рядом с Евро-Диснейлендом, основанного на индустрии развлечений Disney-MGM Studios Europe, быстро перешли в реализацию, открытие было запланировано на 1996 год с бюджетом строительства в 2,3 миллиарда долларов США Строительством управляла компания Bovis..

## Проектирование и строительство
Чтобы обеспечить жильём своих посетителей, было решено построить в комплексе 5 тыс. гостиничных номеров. В марте 1988 года Дисней и совет архитекторов (Фрэнк Гери, Майкл Грейвс, Роберт А. М. Стерн, Стэнли Тигерман и Роберт Вентури) приняли решение о создании исключительно американской тематики, в которой каждый отель будет изображать тот или иной регион Соединенных Штатов. На момент открытия в апреле 1992 года было построено семь отелей, в которых в общей сложности размещалось 5800 номеров.
Развлекательный, торговый и обеденный комплексы, основанные в центре Диснейленда, были спроектированы Фрэнком Гери.
При прогнозируемой ежедневной посещаемости в 55 тыс. человек компания Euro Disney планировала обслуживать примерно 14 тыс. человек в час в парке Euro Disneyland park. Для достижения этой цели в парке было построено 29 ресторанов. Ещё 11 ресторанов были построены в отелях Euro Disney resort hotels и 5 в Festival Disney. Меню и цены были разнообразны с преобладанием блюд американской кухни.
Для удовлетворения ожидаемого предпочтения европейцев питаться на открытом воздухе в хорошую погоду было установлено 2300 мест во внутреннем дворике (30 % парковых мест). В тестовых кухнях Walt Disney World рецепты были адаптированы под европейские вкусы. Уолтер Мейер, исполнительный шеф-повар по разработке меню в Euro Disney и исполнительный шеф-повар по разработке пищевых проектов в Walt Disney World, отметил: «Некоторые блюда нам действительно нужно было изменить, но большую часть времени люди повторяли: „Делайте свое дело. Готовьте по-американски“.».

## Тематические парки

### Disneyland Park
Диснейленд Париж включает в себя пять тематических парков, сгруппированных вокруг замка Спящей красавицы, символа Диснейленда.

#### Adventureland (Страна приключений)
Также можно посетить убежище Робинзона на ветвях огромного дерева, остров приключений с лабиринтами и складом пиратов и наблюдать нападение пиратов на крепость. Можно побывать на Пиратском корабле.
Наиболее популярные аттракционы Страны приключений: Indiana Jones and the Temple of Peril (Индиана Джонс и Храм опасности), Adventure Isle (Остров приключений), дом на ветвях дерева Swiss Family Robinson и Pirates of the Caribbean. Последний аттракцион побудил медиаконцерн Walt Disney Studios к созданию известной серии фильмов «Пираты Карибского моря»; некоторые сюжеты были позаимствованы у аттракциона. После выхода фильма на экраны аттракцион был обновлён и дополнен некоторыми декорациями из фильма.

#### Frontierland (Приграничная страна)
С помощью аттракциона американских горок Big Thunder Mountain и дома привидений Phantom Manor Приграничной страны, парку был передан дух Дикого Запада. Здесь можно покататься на двух пароходах в стиле Вестерн, встретиться с ковбоями и индейцами, пострелять в Rustler Roundup Shootin' Gallery или посетить маленький зоопарк.
Известные диснеевские фигуры можно встретить на детской площадке Pocahontas' Indian Village, на шоу Tarzan — The Show и Mickey’s Winter Wonderland.

#### Main Street USA (Главная улица, США)
Главная улица начинается после входа в Диснейленд-Парк и состоит главным образом из магазинчиков и ресторанов. Дорога ведет к замку Спящей красавицы, откуда затем можно попасть в остальные части DLP. Улица построена в стиле американского города конца XIX- начала XX века, при этом архитектура сильно напоминает архитектуру города Marceline (штат Миссури), где вырос Уолт Дисней. С вокзала отправляются узкоколейные поезда с паровозами по круговой трассе вокруг парка. Также можно посетить парикмахерский салон в том же стиле.
Основными аттракционами являются Disneyland Railroad — Main Street Station (вокзал с паровозами), Main Street Vehicles (олдтаймеры, перевозящие посетителей), Discovery Arcade и Liberty Arcade (прогулочные пассажи). Помимо этого на Главной дороге устраивают Disney Parade (официальный диснеевский парад), FANTILLUSION! (ночной световой парад) и Wishes (более короткая версия самого дорогого и известного фейерверка в мире, над замком Спящей красавицы).

#### Discoveryland (Страна открытий)
В Стране открытий посетители имеют возможность увидеть выдуманное будущее Жюля Верна. С самого открытия парка в 1992 году эта часть Диснейленда была сознательно создана в стиле будущего с точки зрения фантастов XIX века. В центре Страны открытий расположены американские горки Space Mountain, которые к своему десятилетию (в 2005 году) были обновлены и несколько изменены. Теперь аттракцион носит название Space Mountain: Mission 2. Также с 2005 года напротив аттракциона существует шоу The Legend of the Lion King (Легенда Короля-льва), представляющее собой 30-минутный мюзикл.
Другие аттракционы в Стране открытий: Buzz Lightyear Laser Blast (интерактивный Dark Ride), Star Tours (симулятор полётов), Orbitron (карусель с ракетами) и Autopia (картинговая трасса с бензиновыми транспортными средствами).

#### Fantasyland (Страна фантазии)
Страна фантазий рассчитана, прежде всего, на юных посетителей. Аттракционы представляют собой адаптированные сюжеты популярных сказок. Наиболее известен замок Спящей красавицы в центре парка. Под замком находится пещера дракона La Taniere du Dragon.
Аттракцион «Белоснежка и семь гномов» рассказывает историю Белоснежки и содержит элементы «дороги ужасов». Peter Pan’s Flight (полёт Питера Пэна) представляет собой фуникулёр, на котором можно полететь над крышами Лондона в направлении Нетинебудет. Здесь также находится «Любопытный лабиринт Алисы» (англ. Alice’s Curious Labyrinth). Путешествие Пиноккио рассказывает о мальчике-вруне, а во время катания на лодке можно посмотреть представление «Страна волшебных сказок» (фр. Le Pays de Contes de Fées), составленное по мотивам сказок «Белоснежка», «Петя и Волк», «Аладдин», «Русалочка» и др.
It’s a small world — аттракцион с поющими детьми разных национальностей. Здесь представлен каждый регион планеты.

### Walt Disney Studios Park
С 2002 года Диснейленд пополнился парком Студии Уолта Диснея, примыкающим к парку аттракционов DLP и кварталу Disney Village. В этой части Диснейленда посетители могут заглянуть за кулисы. Например, во время Studio Tram Tour с представлением некоторых спецэффектов. В шоу Cinémagique можно увидеть отрывки любовной истории. Шоу Moteurs… Action!, напротив, знакомит зрителей с каскадёрским мастерством.
В парке увековечена рок-группа Aerosmith: в честь них был открыт аттракцион американских горок Rock ’n’ Roller Coaster, поездка на которых сопровождается саундтреком Aerosmith. В 2006 году этот аттракцион сместил с позиции лидера Big Thunder Mountain, став, таким образом, наиболее посещаемым аттракционом парижского Диснейленда.
К 15-летию Диснейленда в 2007—2008 годах Walt Disney Studio Park заполучил четыре новых аттракциона. В июне 2007 открылся Spinning Coaster Crush’s Coaster по мотивам «В поисках Немо» и напоминающий по форме чайную чашку аттракцион к мультфильму «Тачки» студии Pixar.
Одной из главных достопримечательностей парка является аттракцион «Hollywood Tower Hotel», который видно за несколько километров от парка. В скоростном лифте этого аттракциона создатели отправляют посетителей прямо в Twilight Zone (Сумеречную зону).
В парке расположено несколько специализированных кинотеатров — Cinemagic, Animagic и Art of Disney Animation.
Аттракцион Stich: live! на французском или английском языках позволяет в реальном времени поговорить с персонажем одноимённого мультфильма на огромном экране.

### Disney Village

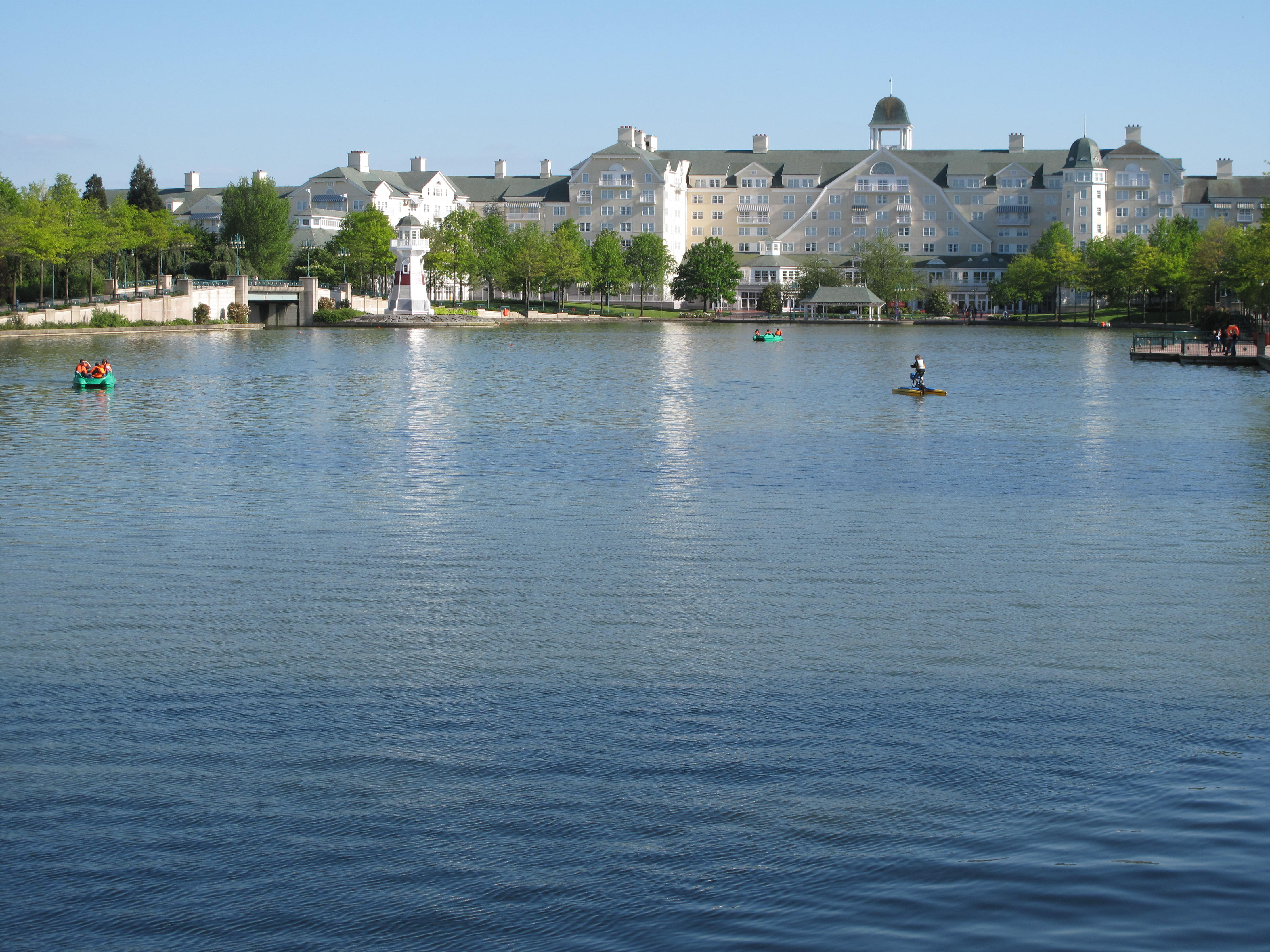

Disney Village размером в 20 футбольных полей позиционируется как настоящий «город», который открыт даже после закрытия других частей Диснейленда. В Disney Village расположены многочисленные магазины, рестораны, дискотека и комплекс кинотеатров. На прилегающей территории расположены боулинг-центр, а также собственная крытая автостоянка. В трёх фирменных диснеевских магазинах предлагаются практически все сувениры, которые можно приобрести в самом Диснейленде.

### Golf Disneyland
Расположенный в нескольких минутах езды от Диснейленда, Golf Disneyland представляет собой площадку для гольфа с 27 лунками. Маршрут рассчитан как на новичков, так и на более опытных игроков.
Рядом с Golf Disneyland находится четырёхзвёздочный отель Radisson SAS.

## Инфраструктура, отели
- 4 диснеевских отеля различных категорий: Disneyland Hotel(5 звёзд) и Disney’s Hotel New York (4 звезды), Disney’s Newport Bay Club и Disney’s Sequoia Lodge (3 звезды), Disney’s Hotel Cheyenne и Disney’s Hotel Santa Fe (2 звезды)
- 4 рекомендованных Диснеем отеля: Vienna International Dream Castle Hotel, Holiday Inn, Explorers My Travel Hotel, Kyriad Hotel
- 2 примыкающих к Disneyland Paris отеля: Hotel Elysées Val d’Europe и Radisson SAS, а также прилегающий дом с апартаментами Pierre & Vacances
- Disney’s Davy Crockett Ranch — бунгало со спальней, кухней и ванной

## Транспорт

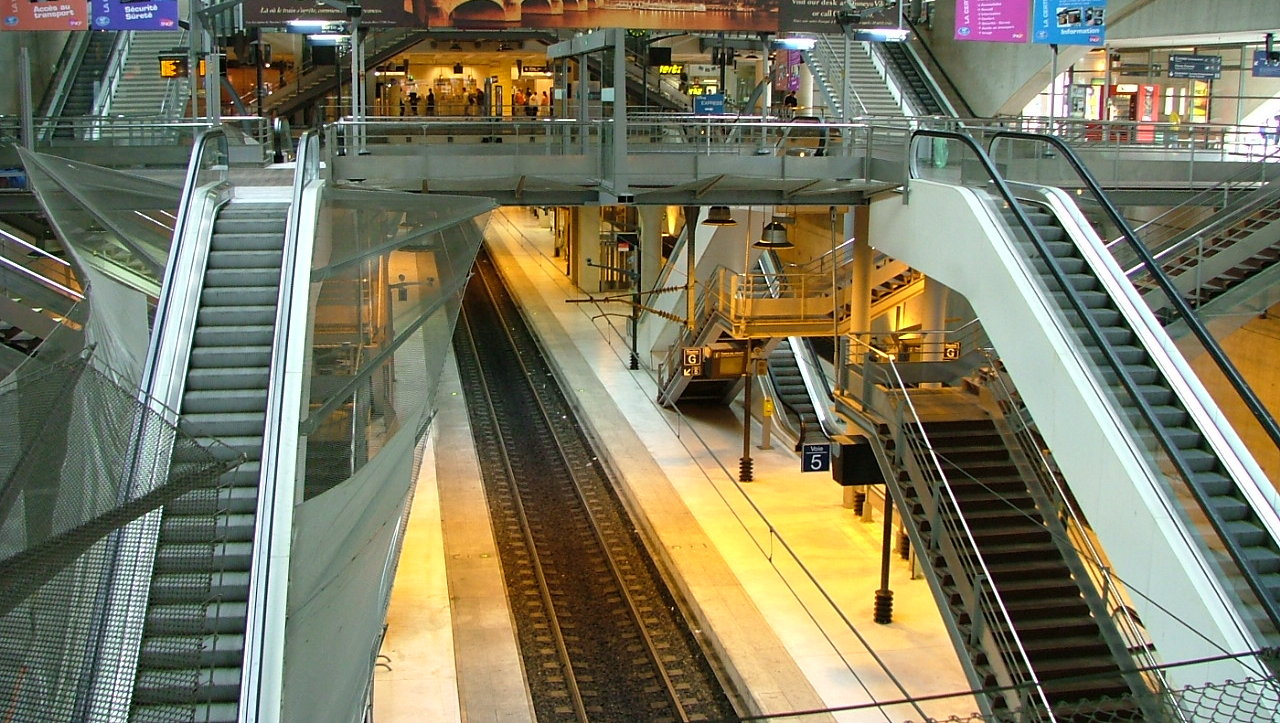
Вид на платформы станции Марн-ля-Вале—Шесси.

Вокзал Марн-ля-Вале—Шесси напрямую связывает Диснейленд с Парижем посредством электричек RER (поезд в Диснейленд идет по направлению: Marne-la-Vallee/Chessy), а также скоростных поездов TGV. Экспресс-метро RER (линия А) доставляет посетителей из центра Парижа до Диснейленда за 30 минут. Существует автобусное сообщение между станцией RER, парком развлечений и отелями Диснейленда. К Davy Crocket Ranch можно добраться только с помощью автомобиля, автобусы сюда не ходят.
Имеется съезд с автомагистрали А4. Из ближайшего поселка Серис к парку ходит автобус 50. Проезд бесплатен.

## Посетители
- 2003: 12,3 млн
- 2004: 12,4 млн
- 2005: 12,3 млн
- 2006: 16,7 млн

Число посетителей распределено следующим образом между различными частями Диснейленда: Disneyland Park — 53 %, Walt Disney Studios Park — 36 %, Disney Village — 11 %.
Парижский Диснейленд стал одним из самых притягательных туристических направлений в Европе. Всего, начиная с 1992 года и к лету 2024 года, его посетило более 375 миллионов человек.

## Входные билеты
Существует несколько видов входных билетов:
- «1 день/1 парк» (1 day/1 park) даёт право на посещение одного парка (Disneyland® Park или Walt Disney Studios® Park) в течение одного дня. Билет должен быть использован в течение года с момента покупки
- «1 день/2 парка» (1 day/2 park) даёт право на посещение обоих парков (Disneyland® Park и Walt Disney Studios® Park) в течение одного дня. Билет должен быть использован в течение года с момента покупки (если Вы знаете примерную дату посещения парка, можете купить этот билет со скидкой в 10 %, он должен быть использован в течение 30 дней со дня, указанного в билете)
- «2, 3, 4 или 5 дней/2 парка» (2, 3, 4 or 5 day/2 park) — многоразовое посещение обоих парков Диснейленда в течение 2-х, 3-х, 4-х или 5-ти дней. Билет должен быть использован в течение года с момента покупки

Входные билеты можно купить на официальном сайте парка Диснейленд Париж.

### Fastpass
Из-за большого числа посетителей у многих аттракционов возникают длинные очереди. Порой нужно отстоять два часа, чтобы попасть на какой-либо из популярных аттракционов. Для сокращения времени ожидания своей очереди существует специальный Фастпасс (FastPass, «быстрый проход», англ.), на котором указан временной промежуток, когда можно пройти на аттракцион, не отстаивая в общей очереди. Это предложение бесплатно, однако одновременно взять Фастпасс на два аттракциона не получится. Новый билет выбивается только после того, как наступит время, указанное на предыдущем. Кроме того, выдачу Фастпасс закрывают примерно за 4 часа до окончания работы аттракциона.

## Коронавирус
Парк открылся для посетителей в июне 2021 года. До этого он был закрыт в течение 8 месяцев из-за пандемии коронавируса.